# Jorge Olaechea
Pour les articles homonymes, voir Olaechea.
Jorge Andrés Olaechea Quijandría, né le 27 août 1956 à Ica au Pérou, est un joueur de football international péruvien qui évoluait au poste de milieu de terrain.

## Biographie

### Carrière en sélection
Avec l'équipe du Pérou, Jorge Olaechea joue 60 matchs (pour 2 buts inscrits) entre 1979 et 1989. 
Il figure dans le groupe des sélectionnés lors de la coupe du monde de 1982, organisée en Espagne. Il joue les trois matchs de la phase de groupes contre le Cameroun, l'Italie et la Pologne.
Il participe également aux Copa América de 1979, 1983, 1987 et 1989.

## Palmarès
| Sporting Cristal - Championnat du Pérou : - Vice-champion : 1989. |  | Club Bolívar - Championnat de Bolivie (2) : - Champion : 1991 et 1992. - Coupe de Bolivie : - Finaliste : 1992. |